# سبيسا (بافيا)
سبيسا (بالإيطالية: Spessa)‏ هي بلدة تقع في مقاطعة بافيا بإقليم لومبارديا في شمال إيطاليا. تبلغ مساحة هذه المدينة 12.2 (كم²)، وترتفع عن سطح البحر م، بلغ عدد سكانها 545 نسمة في عام 2004 حسب إحصاء المعهد الوطني للإحصاء.

## السكان
في سنة 1861 بلغ عدد السكان 843 نسمة، وتطور العدد ليصل في سنة 2011 لـ 602 نسمة.
يظهر هذا المخطط البياني تطور النمو السكاني لـ سبيسا (بافيا)